# Приморське (Казахстан)
Примо́рське (каз. Приморское) — село у складі Улькен-Наринського району Східноказахстанської області Казахстану. Входить до складу Новохайрузовського сільського округу.
Населення — 128 осіб (2021; 199 у 2009, 333 у 1999, 460 у 1989).
Національний склад станом на 1989 рік:
- росіяни — 73 %